# その森に
『その森に』（原題: W głębi lasu フ・グウェンビ・ラス - 「森の奥深くに」、英題: The Woods ザ・ウッズ）は、2020年のポーランドのテレビドラマシリーズ。ハーラン・コーベンの2007年の小説『The Woods』を基にしており、25年前に起きた妹の失踪事件の真相に迫る検察官の姿を描く。全6話のリミテッドシリーズで、Netflixが2020年6月12日に全世界で配信した。

## あらすじ
1994年、森でキャンプをしていた高校生の男女4人に悲劇が起こり、2人は遺体で発見され、2人は行方不明になった。25年後、検察官パヴェウ・コピンスキは殺人事件の犠牲者の遺品から、失踪した妹が生存している可能性を見出した。

## キャスト
グジェゴシュ・ダミエンツキ
役: パヴェウ・コピンスキ (2019)
アグニェシュカ・グロホフスカ
役: ラウラ (2019)
フベルト・ミウコフスキ
役: パヴェウ・コピンスキ (1994)
ヴィクトリア・フィルス
役: ラウラ (1994)
ジャセック・コーマン
役: ダヴィッド
エヴァ・スキヴィンスカ
役: Natalia Kopińska
マグダレナ・チェルヴィンスカ
役: Małgorzata Tatarczuk
アダム・フェレンツィ
役: Policeman in charge of the case in 1994
プルゼミシュモフ・イヴィツシュ
役: Bogdan Perkowski
ドロタ・コラク
役: Chief Prosecutor Herman
イザベラ・ドンスブロウスカ
役: Bożena Perkowska

### リカーリング
ピョートル・グロヴァツキ
役: Inspector Kosiński
ツェザーリ・パズーラ
役: Krzysztof Dunaj-Szafrański
アルカディウス・ヤクビク
役: ヨーク警部補
アダム・ヴィエトジンスキ
役: アルトゥル
ジェームス・ゴラ
役: ダニエル
マルティナ・ビチュコフスカ
役: カミラ
キンガー・ジャジック
役: Monika Sowik
クシシュトフ・ザルゼツキ
役: Wojciech Malczak

## エピソード
| 通算 話数 | タイトル                                                          | 監督            | 脚本                 | 公開日        |
| --------- | ----------------------------------------------------------------- | --------------- | -------------------- | ------------- |
| 1         | "無垢の終わり" "End of Innocence" "Koniec niewinności"            | Leszek Dawid    | Agata Malesińska     | 2020年6月12日 |
| 2         | "うそ" "Lies" "Kłamstwa"                                          | Leszek Dawid    | Agata Malesińska     | 2020年6月12日 |
| 3         | "何も知らない" "You Know Nothing" "Nic nie wiesz"                 | Leszek Dawid    | Agata Malesińska     | 2020年6月12日 |
| 4         | "埋もれた過去" "What Lies Beneath" "Czego oczy nie widzą"         | Bartosz Konopka | Wojciech Miłoszewski | 2020年6月12日 |
| 5         | "お前の妹は死んだ" "Your Sister is Dead" "Twoja siostra nie żyje" | Bartosz Konopka | Agata Malesińska     | 2020年6月12日 |
| 6         | "長い家路" "Long Way Home" "Długa droga do domu"                  | Bartosz Konopka | Wojciech Miłoszewski | 2020年6月12日 |

## 製作
2019年12月、ATM Grupaが本作の撮影を完了し、2020年にNetflixから公開されることが発表された。Netflix向けに製作されたポーランド語のテレビシリーズは本作が2作目となる。